# Плімут (Айова)
Плімут (англ. Plymouth) — місто (англ. city) в США, в окрузі Серро-Гордо штату Айова. Населення — 375 осіб (2020).

## Географія
Плімут розташований за координатами 43°14′47″ пн. ш. 93°7′24″ зх. д. / 43.24639° пн. ш. 93.12333° зх. д. (43.246434, -93.123244).  За даними Бюро перепису населення США в 2010 році місто мало площу 1,13 км², уся площа — суходіл.

## Демографія
Згідно з переписом 2010 року, у місті мешкали 382 особи в 164 домогосподарствах у складі 111 родини. Густота населення становила 338 осіб/км².  Було 180 помешкань (159/км²).
Расовий склад населення:
| - 97,4 % — білих - 0,5 % — чорних або афроамериканців - 0,3 % — вихідців з тихоокеанських островів - 0,3 % — корінних американців - 0,3 % — азіатів |

До двох чи більше рас належало 1,3 %. Частка іспаномовних становила 2,4 % від усіх жителів.
За віковим діапазоном населення розподілялося таким чином: 18,8 % — особи молодші 18 років, 66,8 % — особи у віці 18—64 років, 14,4 % — особи у віці 65 років та старші. Медіана віку мешканця становила 45,4 року. На 100 осіб жіночої статі у місті припадало 109,9 чоловіків;  на 100 жінок у віці від 18 років та старших — 113,8 чоловіків також старших 18 років.
Середній дохід на одне домашнє господарство  становив 65 969 доларів США (медіана — 48 438), а середній дохід на одну сім'ю — 57 679 доларів (медіана — 53 125). За межею бідності перебувало 5,4 % осіб, у тому числі 1,6 % дітей у віці до 18 років та 12,1 % осіб у віці 65 років та старших.
Цивільне працевлаштоване населення становило 198 осіб. Основні галузі зайнятості: освіта, охорона здоров'я та соціальна допомога — 22,7 %, виробництво — 19,2 %, транспорт — 11,1 %, роздрібна торгівля — 10,1 %.